# باور ۱۶۳۹

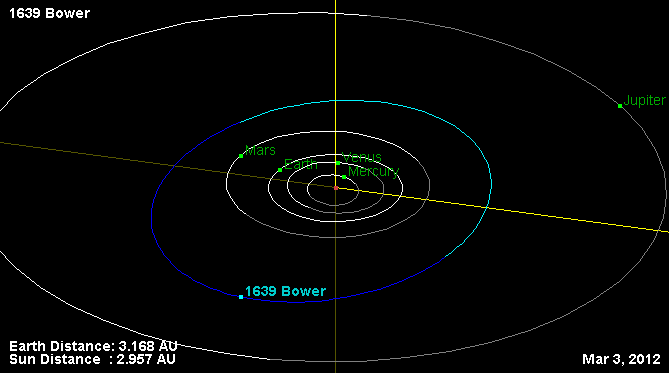
باور ۱۶۳۹

سیارک ۱۶۳۹ (به انگلیسی: 1639 Bower، نامگذاری:1951RB) هزار و ششصد و سی و نهمین سیارک کشف شده‌است که در ۱۲ سپتامبر ۱۹۵۱ کشف شد.
قدر مطلق سیارک برابر ۱۰٫۹۸ است.